# Релин
Релинът (на английски: reelin) е белтък, който се съдържа в мозъка и в други органи, и тъкани, в тялото на животните и човека. Този гликопротеин изпълнява множество функции, най-важната от които е регулирането на миграцията и позиционирането на нервните стволови клетки в периода на ембрионалното развитие, и ранното развитие след раждането. От тази регулация зависи нормалното формиране на кората и другите структури на главния мозък.
В мозъка на възрастните организми релинът регулира позиционирането на невроните, които се образуват при неврогенезата във възрастните организми. Релинът също така участва в работата на механизмите на паметта и обучението, като моделира синаптичната пластичност, усилвайки и поддържайки дълговременната потенциация.